# Ki-67 (Protein)

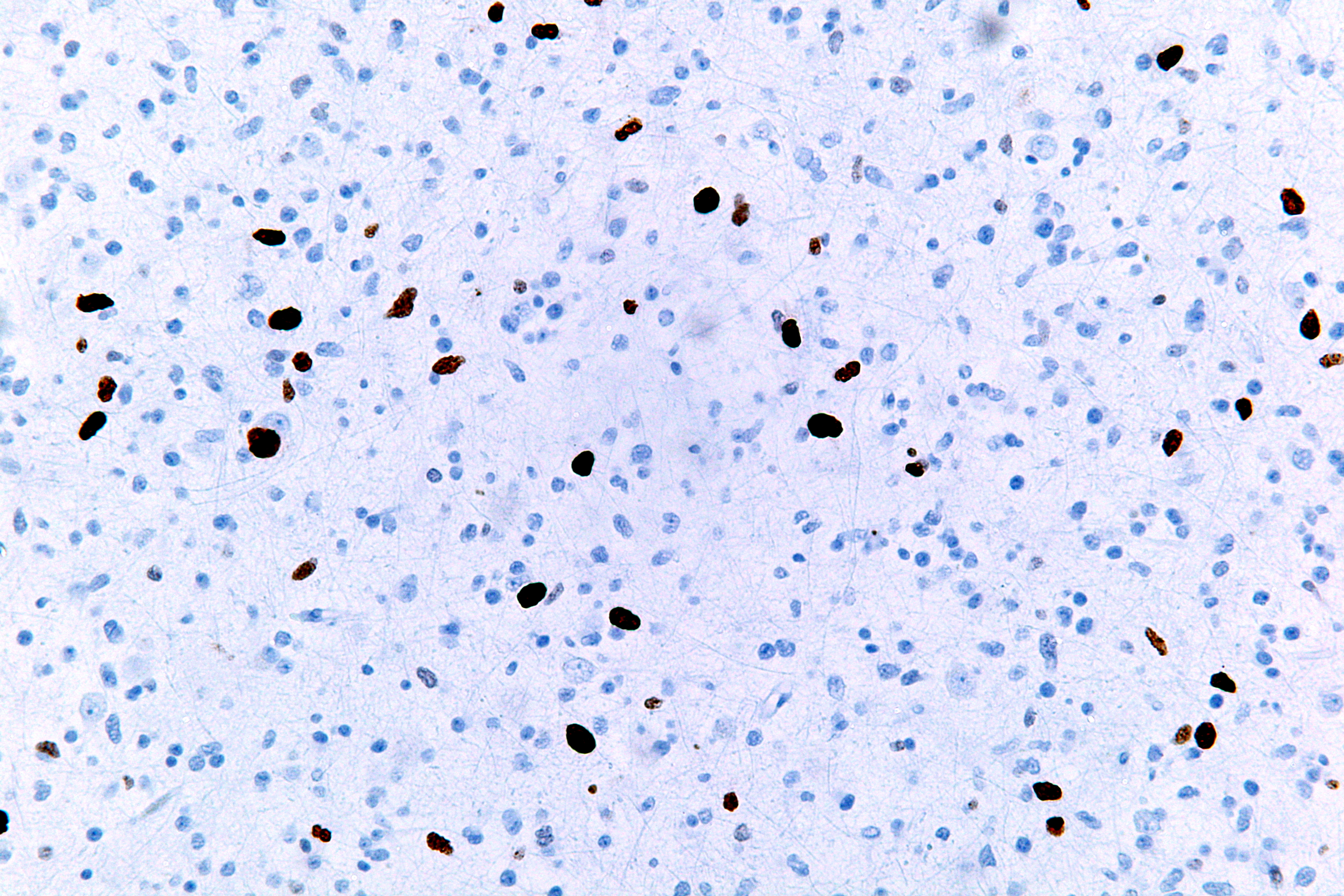
Immunhistochemische Markierung der Wachstumsfraktion eines Tumors mit Antikörpern gegen Ki-67.

Antigen KI-67 auch Ki-67 oder MKI67 (Ki - Kiel) ist ein Protein, das zur Markierung von sich teilenden menschlichen Zellen geeignet ist. Während der Interphase kann das Antigen im Inneren des Zellkerns gefunden werden. Zur Zeit der Mitose ist ein Großteil des Proteins auf die Oberfläche des Chromosoms verlagert. Der Umstand, dass das Protein während der aktiven G(1)-, S-, G(2)- und M-Phase des Zellzyklus vorhanden ist, aber in der G(0)-Phase von ruhenden Zellen fehlt, macht es zu einem guten Marker, um die Wachstumsfraktion einer Zellpopulation zu bestimmen (Zellproliferation). Hierzu wird häufig ein als MIB-1 (Molecular Immunology Borstel) bezeichneter Antikörper eingesetzt. Die immunhistochemische Darstellung ist eine wichtige und häufig genutzte Untersuchung in der pathologischen Routinediagnostik. So kann mit Hilfe des Ki-67-Proteins als Marker die Wachstumsgeschwindigkeit von Tumoren bestimmt werden. Bei der Diagnose von Brustkrebs aber auch anderen Krebsarten, wird der Marker standardmäßig eingesetzt.